# 王生
王生（1958年3月—），汉族，籍贯江苏启东。中华人民共和国教师、政治人物。
中国数学会会员，江苏省教育管理专业委员会会员，南通市青年数学教师研究会会长，国家数学奥林匹克高级教练。中国科技大学管理学硕士，南京师范大学教育学博士。1984年起任启东中学副校长，1998年起任该校校长、党委书记，启东市人大常委会副主任。
此外他还担任第十届全国人民代表大会代表、第十一届全国人民代表大会代表、中国共产党第十八次全国代表大会代表。2015年，因涉嫌违纪，被纪委调查。